# Оффенбах-на-Майні
Оффенбах-на-Майні (нім. Offenbach am Main)— місто в Німеччині, у федеральній землі Гессен, лежить на південному березі річки Майн. Місто з населенням 122 705 чоловік (2011) знаходиться недалеко від Франкфурт-на-Майні і утворює з ним одну агломерацію.
З давніх-давен воно було центром шкіряної промисловості, однак протягом останніх десятиліть ця галузь стала занепадати. В місті знаходиться Німецький музей шкіри (нім. Deutsches Ledermuseum) який був заснований в 1917 році.

## Географія
Оффенбах-на-Майні розташований на південному та південно-західному березі річки Майн. Забудований район розташований у північній частині міста, тоді як лісовий масив — в південній. Найвища точка міста, 166 метрів, на Шнекенберг (гора равликів). Найнижча точка — в 97 метрах від берега Майна, перед Ізенбургським замком.

## Уродженці
- Германн Нубер (1935) — німецький футболіст, захисник, згодом — футбольний тренер.

- Джиммі Гартвіг (1954) — відомий у минулому німецький футболіст, півзахисник, згодом — тренер.

## Сусідні муніципалітети
Оффенбах межує на заході та півночі з Франкфуртом-на-Майні, на північному сході — з містом Майнталь (Майн-Кінціг-Крейс), на сході — з містами Мюльгайм-на-Майні та Обертсхаузен (обидва належать до району Оффенбаха), а на півдні — з містами Хойзенштамм та Новий Ізенбург (обидва належать до району Оффенбаха).

### Муніципальний поділ
Оффенбах-на-Майні ділиться на такі райони: Бібер, Бюргель, Кайзерлей, Лаутенборн, Розенхее, Румпельхем, Темпельзее, Вальдхейм і «на дубах» (раніше називався Ловальд). Кожний з районів може ділитися на чверті та округи, які не слід відносити до окремих районів, оскільки географічно і з боку правління вони єдині.

## Історія

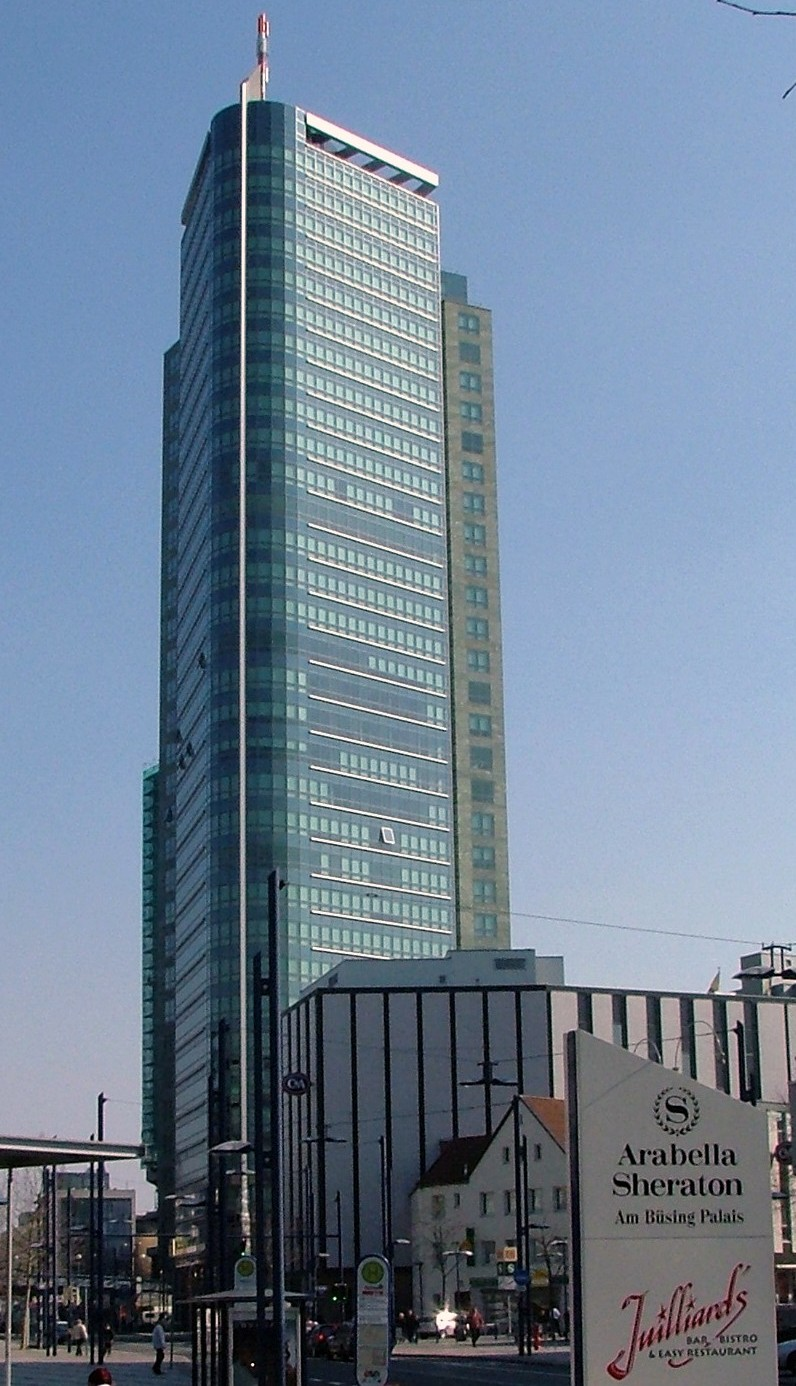
120-метрова вежа в Оффенбаху

Перша письмова згадка про Оффенбах датується 770 роком. У 1486 році містом заволодів рід Ізенбург, 1556 року граф Райнгард Ізенбургський перемістив Резиденцію, побудувавши Ізенбургський замок, будівництво завершилося 1559 року. Після пожежі 1564 року замок згорів і був відновлений 1578 року.
З середини 1600-х років Оффенбах потрапив у володіння ландграфів Хессен-Дармштадтських. У 1815 році Віденський конгрес передав місто австрійському імператору Францу II. Але через рік він знову був повернутий Великому герцогству Гессен-Дармштадтському. Герцогське правління продовжувалося до 1918 року.
У роки Другої світової війни місто піддавався масованим бомбардуванням союзників, третина міста була зруйнована, загинуло 467 осіб.
Оффенбах входить в єдину систему громадського транспорту з Франкфуртом, пов'язаний з Франкфуртом міською електричкою (S-Bahn), трамваєм та автобусами.

## Німецька служба погоди
В місті розташований центральний офіс німецької служби погоди, яка надає неоціненну послугу регіону Рейн-Майн, випускаючи щорічно 90000 прогнозів і 20 000 попереджень про несприятливі погодні явища. Тим самим Німецька служба погоди відіграє важливу роль в забезпеченні безпеки польотів для Франкфуртського аеропорту.
Велике значення також має моніторинг та дослідження змін клімату, які дозволяють оцінити наслідки глобального потепління та мінімізувати потенційну шкоду від нього на національному та міжнародному рівнях. Німецька служба погоди має в своєму розпорядженні Німецьку національну бібліотеку — одну з найбільших спеціалізованих бібліотек світу.
Німецька служба погоди підтримує парк погоди, безкоштовний для відвідувачів.

## Відомі особистості
В поселенні народився:
- Генрі Абрагам (1921) — американський дослідник судової системи і конституційного права.

## Міста-побратими
| Frankreich     | Пюто (Франція) — з 1955                                  | Italien             | Веллетрі (Італія) — з 1957 |
| Luxemburg      | Еш-сюр-Альзетт (Люксембург) — з 1956                     | Japan               | Каваґое (Японія) — з 1983  |
| Österreich     | Медлінг (Австрія) — з 1956                               | Nicaragua           | Рівас (Нікарагуа) — з 1988 |
| Belgien        | Сен-Жіль (Бельгія) — з 1956                              | Russland            | Орел (Росія) — з 1988      |
| Großbritannien | Великий Лондон: Тауер-Гемлетс (Велика Британія) — з 1956 | Ungarn              | Кьосег (Угорщина) — з 1995 |
| Serbien        | Земун (Сербія) — з 1956                                  | Volksrepublik China | Янчжоу (КНР) — з 1997      |

Дружні міста:
| Israel | Нагарія (Ізраїль) — з 1960-х |